# Předmluva
Předmluva a doslov obklopují bezprostřední autorský text a vyskytují se buď samostatně nebo ve dvojici. Předmluva je úvodním textem a stojí hned za titulem díla, dedikací a mottem. Cílem předmluvy je potenciálnímu čtenáři vysvětlit, proč by měl knihu číst (talentovaný autor, zajímavé téma, výjimečnost zpracování atp.) a poskytnout mu návod k recepci, objasnit genezi díla, kontext knihy atd.
Předmluva může být
- autorská, tj. psaná reálným autorem, která je buď metatextová (komentující), napsaná ex post, tj. po dopsání díla, nebo narativní, která uvádí do děje, je součástí vyprávění a vzniká před psaním autorského textu.
- vydavatelská, jejímž autorem může být dokonce fiktivní „nálezce” díla.

Jiná klasifikace předmluvy řeší kromě autorství předmluvy míru autenticity textu, případně i časové hledisko vzniku a připojení k textu autorskému.